# Économie de la Grèce antique

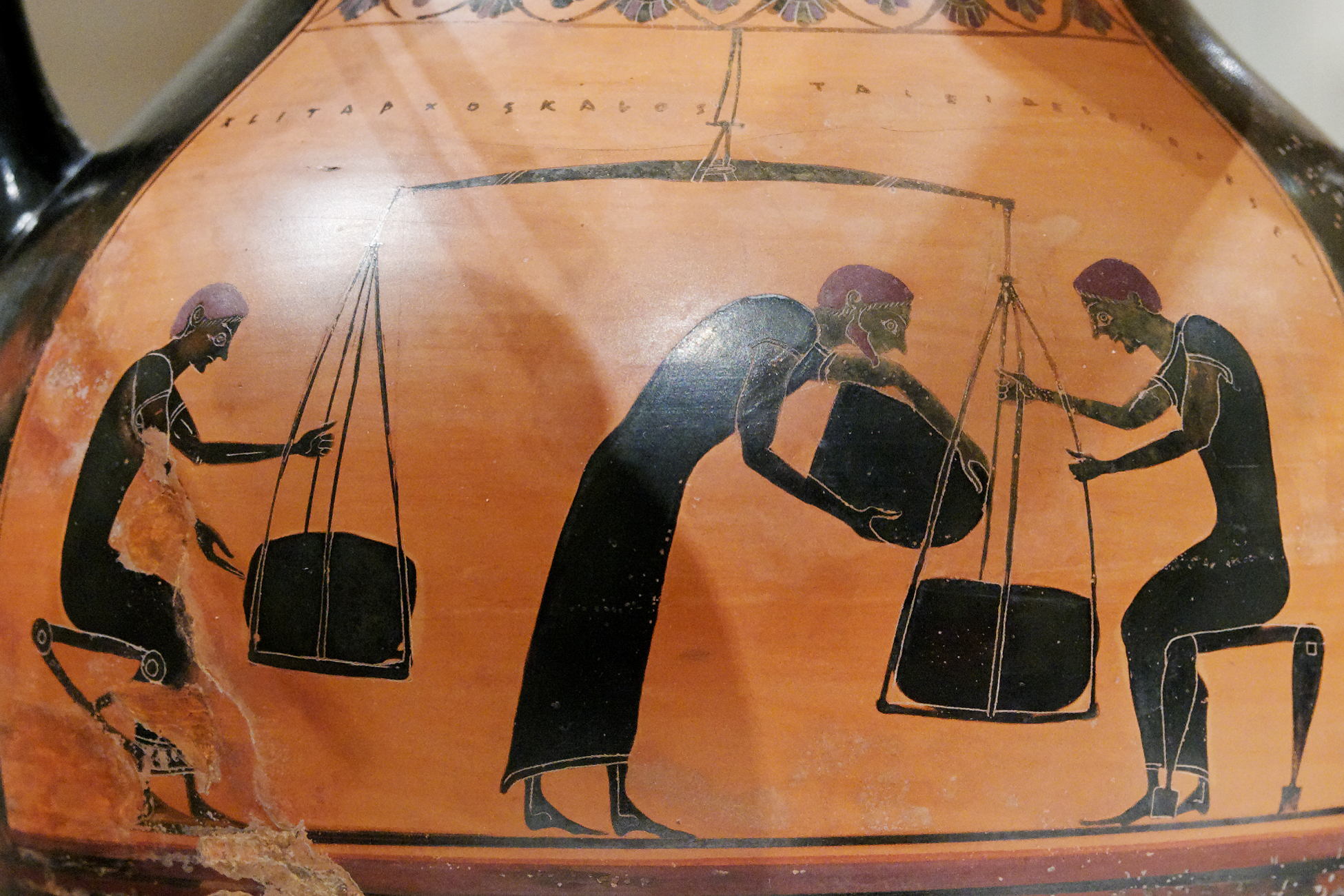
Pesée de marchandises, amphore du Peintre de Taléidès, 540-530 av. J.-C., Metropolitan Museum of Art.

L’économie de la Grèce antique se caractérise par une forte prégnance de l’agriculture, base de l’économie et de la société, d’autant plus importante que les sols grecs sont peu fertiles. À partir du VIe siècle av. J.-C., l’artisanat et le commerce, principalement maritime, se développent.
La notion d’« économie », au sens où elle est entendue à l’heure actuelle, est relativement anachronique pour la Grèce antique. L’οἰκονομία / oikonomia ne désigne alors que la gestion de l’οἶκος / oikos, c’est-à-dire la maison ou le domaine. Ainsi, les nombreux traités intitulés Économique, comme celui de Xénophon et du pseudo-Aristote, sont destinés à de grands propriétaires terriens soucieux de bien gérer leurs terres. Inversement, les Grecs ne possèdent aucun terme précis pour désigner l’ensemble des processus de production et d’échange.

## Agriculture

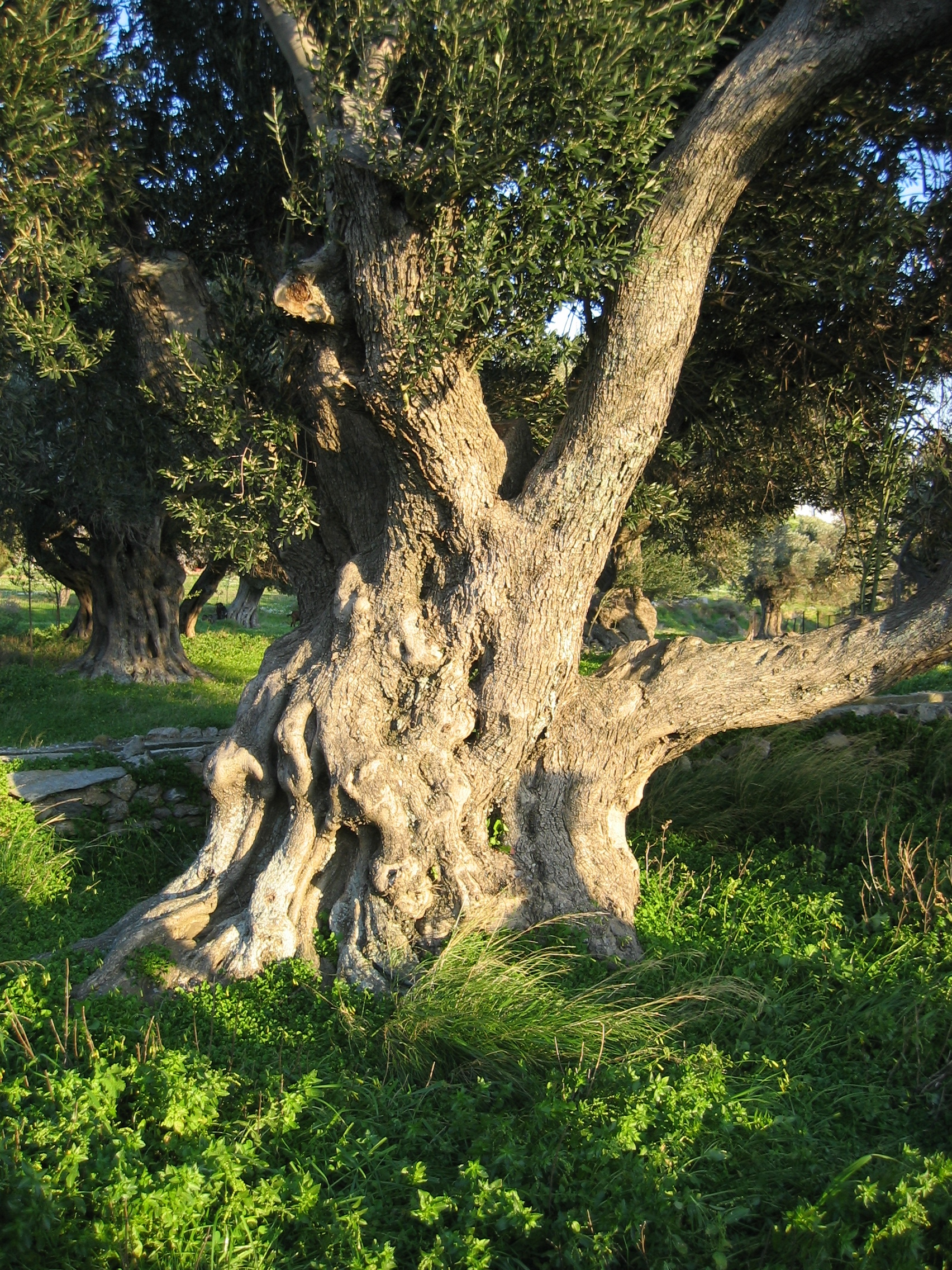
L'olivier, l'une des bases de l'agriculture grecque (Carystos en Eubée).

L'agriculture est au fondement de l'économie grecque. Depuis les plus hautes époques, elle est fondée sur le « triptyque méditerranéen » : céréales, huile d'olive et vigne — base de l'alimentation. Cependant, au vu des contraintes naturelles et de l'évolution démographique, la production se révèle rapidement insuffisante pour les besoins. L’« étroitesse » de la terre (στενοχωρία / stenokhôría) explique ainsi la colonisation grecque et l’importance qu’auront, à l’époque classique, les clérouquies des îles égéennes dans le contrôle du ravitaillement en blé. L'olivier et la vigne sont complétés par des cultures maraîchères et légumineuses, des herbes sauvages ou cultivées ainsi que des plantes oléagineuses. L’élevage tient une place moins importante en raison du manque de terres disponibles. Les animaux les plus nombreux sont les chèvres et les moutons. Le bois est exploité intensivement, pour un usage domestique ou pour construire des trières. Enfin, l’apiculture fournit du miel, seule source de sucre connue des Grecs.
Exigeante en main-d'œuvre, l'agriculture peut réclamer jusqu'à 80 % de la population. L'assolement biennal est la règle. Les travaux agricoles rythment le calendrier : récolte des olives et taille des vignes à la fin de l'automne ou au début de l'hiver ; retournement de la jachère au printemps ; moisson en été ; coupe du bois, semailles et vendanges en automne.
Les structures agraires sont marquées par une concentration des terres, à l'époque archaïque, entre les mains de grands propriétaires aristocratiques. Au VIIe siècle av. J.-C., l’expansion démographique et le partage des successions génèrent d'importantes tensions entre ces derniers et les petits paysans. La crise se résout par l'intermédiaire de législations importantes, comme celle de Lycurgue à Sparte et de Solon à Athènes, qui interdit notamment la servitude pour dettes. Quand ce n'est pas suffisant, l'établissement de tyrannies permet souvent une redistribution partielle de terres au profit des citoyens peu fortunés, terres prélevées en général sur les domaines des ennemis du tyran. Quoi qu’il en soit, les grands domaines aristocratiques grecs restent très limités vis-à-vis des grandes latifundia romaines.

## Artisanat

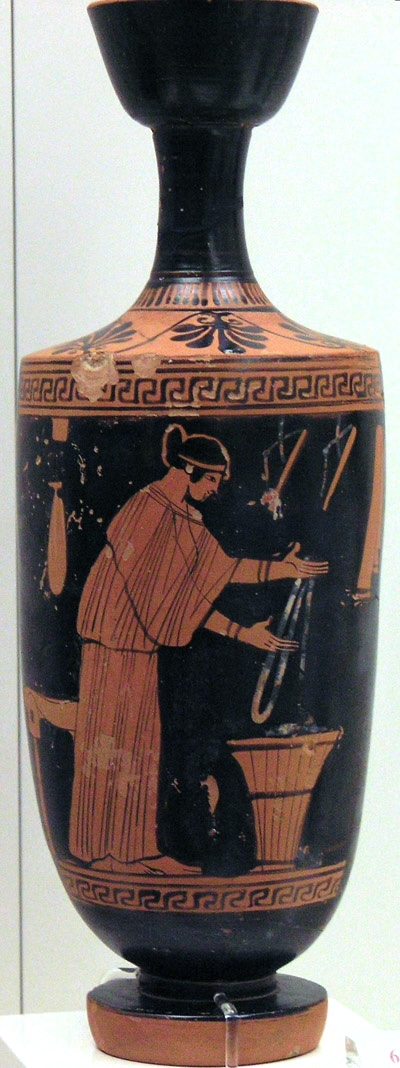
Femme travaillant la laine, 480-470 av. J.-C., Musée national archéologique d'Athènes.

### Caractéristiques
Une bonne partie de l’artisanat fait partie de la sphère domestique. Ainsi, la boulange et le tissage, si importants dans l’économie médiévale occidentale, sont le fait des femmes ou des esclaves. Seuls les tissus teints raffinés, comme ceux teints à la pourpre de Tyr, sont réalisés en atelier. Le travail du métal, du cuir, du bois ou encore de l’argile (poterie) sont en revanche des activités spécialisées, au reste plutôt mal vues par les Grecs.
L’unité de base est l’atelier, souvent d’envergure familiale. Dans les autres cas, on recourt le plus souvent aux esclaves. La fabrique de boucliers de Lysias emploie ainsi 120 esclaves et le père de Démosthène, 32 couteliers et 20 fabricants de lits. Après la mort de Périclès en 429 av. J.-C., émerge en effet une nouvelle classe de dirigeants, enrichis par l’artisanat : ainsi de Cléon ou d’Anytos, propriétaires d’une tannerie, de Cléophon, propriétaire d’une fabrique de lyres.
Les travailleurs salariés sont payés à la tâche, les ateliers ne pouvant garantir un travail régulier. Dans les chantiers d’État, à Athènes, tous sont payés une drachme par jour, quel que soit le métier accompli. Généralement, la journée de travail commence au lever du soleil, et s’achève en milieu d'après-midi.

### La poterie
Le travail du potier consiste à sélectionner l’argile, façonner le vase, le sécher puis le faire cuire, avant de le vernir. Une partie de la production est destinée à un usage domestique (vaisselle, récipients, lampes à huile) ou commercial (jarres), une autre à un usage religieux et/ou artistique. L’utilisation de l’argile (façonnage, vernissage, etc.) est connue depuis l’âge du bronze et le tour de potier est une invention très ancienne. La Grèce antique n’inventera aucun procédé technique supplémentaire. La fabrication de vases d'art est fortement influencée par les techniques étrangères : ainsi, la céramique à figures noires, créée par les potiers de Corinthe est très probablement inspiré du travail syrien du métal. La perfection à laquelle les Grecs portent la céramique est donc entièrement due à leur sens artistique, et non à leur ingéniosité technique.
La poterie est le plus souvent le fait d’esclaves. À Athènes, les potiers, nombreux, sont regroupés entre l’agora et le Dipylon, dans le Céramique. Souvent, il s’agit de petits ateliers, regroupant un maître, quelques décorateurs salariés et des esclaves.

### Le métal
Les gisements de métal sont nombreux en Grèce. Les plus connus sont les mines d’argent du Laurion, qui sont l’une des causes du développement athénien du Ve siècle. Les Athéniens y atteignent rapidement (dès le Ve siècle av. J.-C.) un haut niveau dans la prospection, le traitement et le raffinage du minerai. En outre, la conformation du terrain évite à recourir au drainage, dont les techniques antiques sont peu perfectionnées et interdisent de fait le forage sous le niveau des eaux souterraines. Les galeries et les escaliers y sont creusés avec le même souci de proportion et d’harmonie que dans les temples. Malgré tout, le travail y est très pénible, en raison de la profondeur des galeries (parfois plus de 100 mètres). Le mineur, armé d’un pic et d’un marteau en fer, travaille courbé en deux pour extraire le plomb argentifère. Le Laurion héberge une très importante population servile, en majorité originaire de la mer Noire (Thraces, Paphlagoniens, etc.).
Parmi les autres gisements grecs, on peut citer :
- mines d'or : Siphnos, Thasos ;
- mines d'argent : Chypre, Siphnos ; Laurion
- mines de fer : Eubée, Rhodes et Chypre ;
- mines de cuivre : Eubée (notamment Chalcis), Chypre.

## Commerce

### Commerce maritime

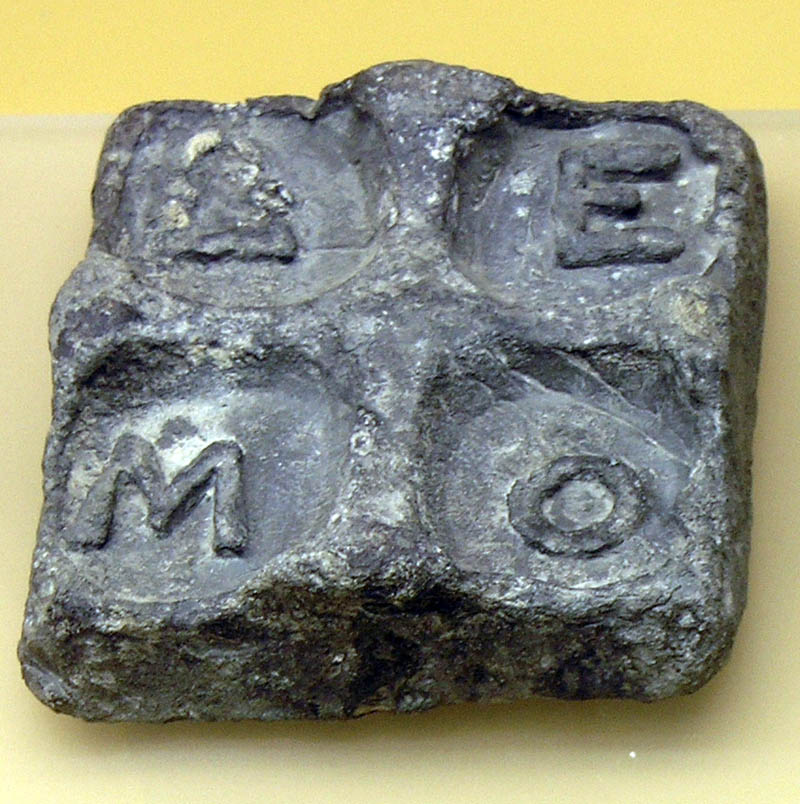
Poids commercial en plomb retrouvé à l'Agora, musée de l'Agora antique d'Athènes.

Très tôt, le monde grec a dû recourir au commerce maritime pour se développer, en raison de la nécessité d’importer le blé. Les zones d’approvisionnement sont en effet la Cyrénaïque, l’Égypte, l’Italie et la Sicile (Grande-Grèce) ou encore le Pont-Euxin. Athènes et Corinthe, importatrices, constituent également des plates-formes d’échange pour les îles de la mer Égée. D’autres produits suivent : papyrus, épices, tissus, métaux, mais aussi des matériaux de construction des navires comme le bois, la toile de lin et de la poix. De leur côté, les cités grecques exportent du vin, des céramiques et de l’huile d’olive. Athènes vend également le marbre tiré du Pentélique, renommé dans tout le monde grec, ou encore des monnaies d’argent, dont la fabrication est particulièrement soignée et qui possèdent un fort taux d’argent. Ces dernières servent en effet non seulement de moyen d’échange, mais aussi de ressource métallique : dans les pays n’utilisant pas de monnaie, elles sont refondues. Les sources dont nous disposons ne permettent pas d’évaluer les volumes des biens échangés.
Les acteurs de ce commerce sont des négociants, nauclères propriétaires de leur navire ou emporoi se contentant de louer une partie du navire d'un nauclère pour y transporter leur marchandise. L’État prélève un droit de douane sur leurs cargaisons. Au Pirée, celui-ci est de 1, puis 2 %. À la fin du Ve siècle, cette taxe est affermée à hauteur de 33 talents. En 413 av. J.-C., Athènes suspend la perception du tribut de la Ligue de Délos et impose en retour un droit de 5 % sur tous les ports de son empire, dans l'espoir (déçu) d'augmenter ses revenus. Ces droits de douane n’ont jamais de visée protectionniste : il s'agit plus simplement d’alimenter les caisses publiques.
L’accroissement de ces échanges entraîne un développement des techniques financières. En effet, les marchands recourent le plus souvent à l’emprunt pour financer tout ou en partie leurs expéditions, en raison du manque de liquidités. Le prêt à la grosse aventure, à Athènes, au IVe siècle av. J.-C., consiste à prêter une importante somme à court terme (le temps du voyage, soit quelques semaines ou quelques mois), avec un taux d’intérêt élevé, de 10 % à 12 % pour un aller-simple ou de 20-30 % pour un aller-retour, mais allant jusqu’à 100 %. Les termes du contrat sont toujours fixés par écrit, contrairement aux prêts amicaux (eranoi). Le prêteur supporte tous les risques de la traversée, en échange de quoi le débiteur engage sa cargaison, voire le navire entier, qui sont saisis par précaution dès leur arrivée au Pirée.
Le commerce est libre : les cités ne contrôlent que l’approvisionnement en grain. À Athènes, lors de la première séance de la nouvelle prytanie, les réglementations sur son commerce sont vérifiées. Un collège veille spécifiquement sur le commerce du blé, de la farine et du pain.

### Commerce de détail

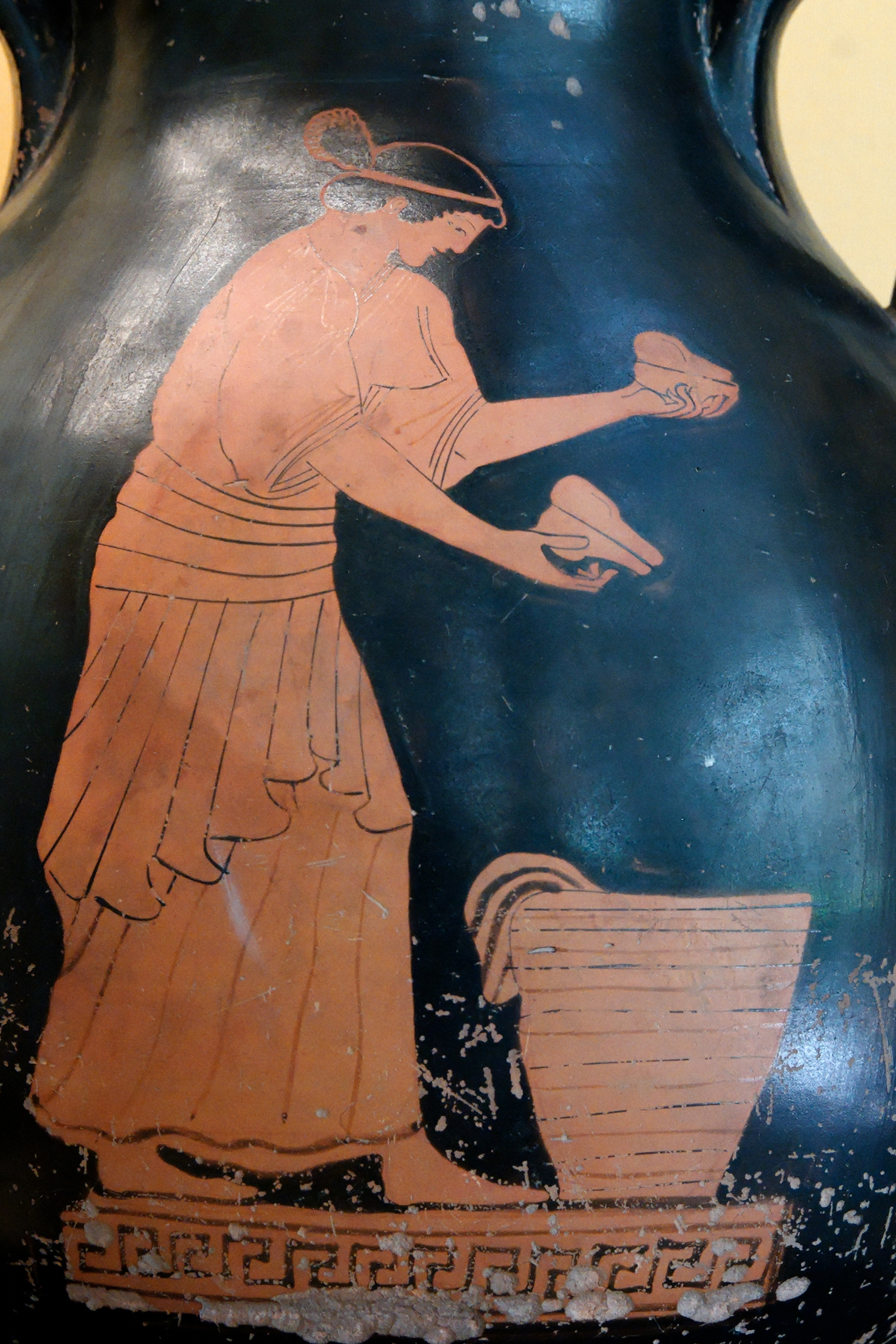
Une femme propose aux passants des pâtisseries et des fruits, pélikè du Peintre de Pan, deuxième quart du, musée archéologique national de Madrid.

Le commerce de détail est assez mal connu. Si le paysan ou l’artisan vendent souvent eux-mêmes leur production, il existe des marchands au détail, les κάπηλοι / kápêloi. Regroupés en corporations, ils vendent qui du poisson, qui de l'huile, qui des légumes. Les femmes vendent quant à elles du parfum ou des rubans. Ils paient un droit pour leur emplacement au marché. Mal vus de la population, ils sont généralement accusés de tricher sur les quantités. Leurs poids sont régulièrement vérifiés par les métronomes.
Parallèlement aux marchands « professionnels » se trouvent ceux qui vendent le surplus de leur production domestique, que ce soit des légumes, de l'huile ou du pain. C'est le cas de nombreux petits paysans de l'Attique. Parmi ceux de la ville, il s'agit souvent de femmes. Ainsi, la mère d'Euripide vend du cerfeuil de son jardin.

## Fiscalité
La fiscalité directe n’est pas très développée en Grèce antique. Il existe une forme d’impôt sur le capital pour les plus riches, l’eisphora (εἰσφορά), mais il est levé de manière intermittente, en cas de besoin — le plus souvent, en temps de guerre. Les grandes fortunes sont également soumises aux liturgies, c'est-à-dire à la prise en charge des services publics tels que l’entretien d’une trière (triérarchie), d’un chœur (chorégie) lors des compétitions théâtrales ou encore du gymnase (gymnasiarchie). Dans certains cas, le prestige de la charge suscite des volontaires — c’est le cas de la chorégie —, dans d'autres, il s’agit d’une véritable contribution imposée, à l’instar de la triérarchie. Dans certaines cités comme Milet ou Téos, cependant, il existe une large imposition directe des citoyens.
La fiscalité indirecte est en revanche importante : taxes sur les maisons, les esclaves, les troupeaux, les ruches, le vin, l'huile, le fourrage, etc. Beaucoup d'entre elles sont affermées à des publicains, les τελῶναι / telônai. Cependant, cela ne concerne pas toutes les cités. Ainsi, les mines d’or de Thasos ou les taxes commerciales, pour Athènes, permettent à ces deux cités de réduire voire d'éliminer ces taxes. Enfin, les groupes dépendants comme les Pénestes thessaliens ou les Hilotes lacédémoniens sont soumis à des contributions en faveur des citoyens.

## Monnaie

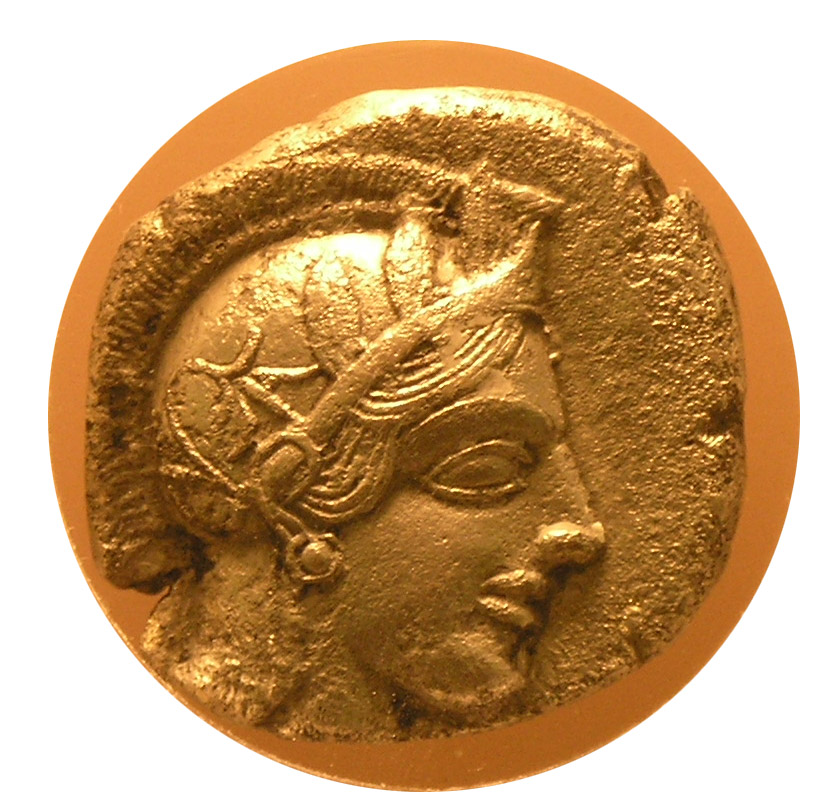
Tétradrachme athénien,, musée de l'Agora antique d'Athènes

Probablement d'origine lydienne, le monnayage frappé arrive en Grèce vers 550 av. J.-C., d’abord dans les cités maritimes et marchandes comme Égine ou Athènes. Leur usage se répand au cours du VIe siècle av. J.-C. Auparavant, l'économie de la Grèce antique se basait sur la monnaie de commodité. Très vite, les cités en acquièrent le monopole. Les toutes premières pièces sont en électrum - alliage d'or et d'argent - puis en argent pur, métal le plus commun en Grèce antique : les mines du mont Pangée permettent aux cités de Thrace et de Macédoine de frapper une grande quantité de monnaies archaïques ; celles du Laurion donnent naissance aux « chouettes », la monnaie la plus célèbre du monde grec antique. Les pièces de bronze, de valeur plus faible, n’apparaissent qu’à la fin du Ve siècle av. J.-C.
Le rôle de la monnaie est multiple dans le monde grec. Elle est utilisée d'abord comme moyen d’échange, principalement affectée aux paiements d'État : il s'agit de payer les mercenaires aussi bien que de dédommager les citoyens pour leur participation aux institutions civiques. Elle est aussi un outil fiscal : les étrangers doivent échanger leurs pièces étrangères en monnaie locale, à un taux favorable pour l'État. Elle est également une ressource métallique, ce qui explique que l’on retrouve très loin d’Athènes des pièces frappées par la cité attique, qui possèdent un taux d’argent élevé. Enfin, le fait de frapper la monnaie est un élément de prestige incontestable pour une cité.
Sparte est un cas particulier dans le monde grec. En effet, la cité lacédémonienne ne connaît pas d'économie monétarisée avant le IIIe siècle av. J.-C.